# Chiesa di Sant'Agostino (Gubbio)

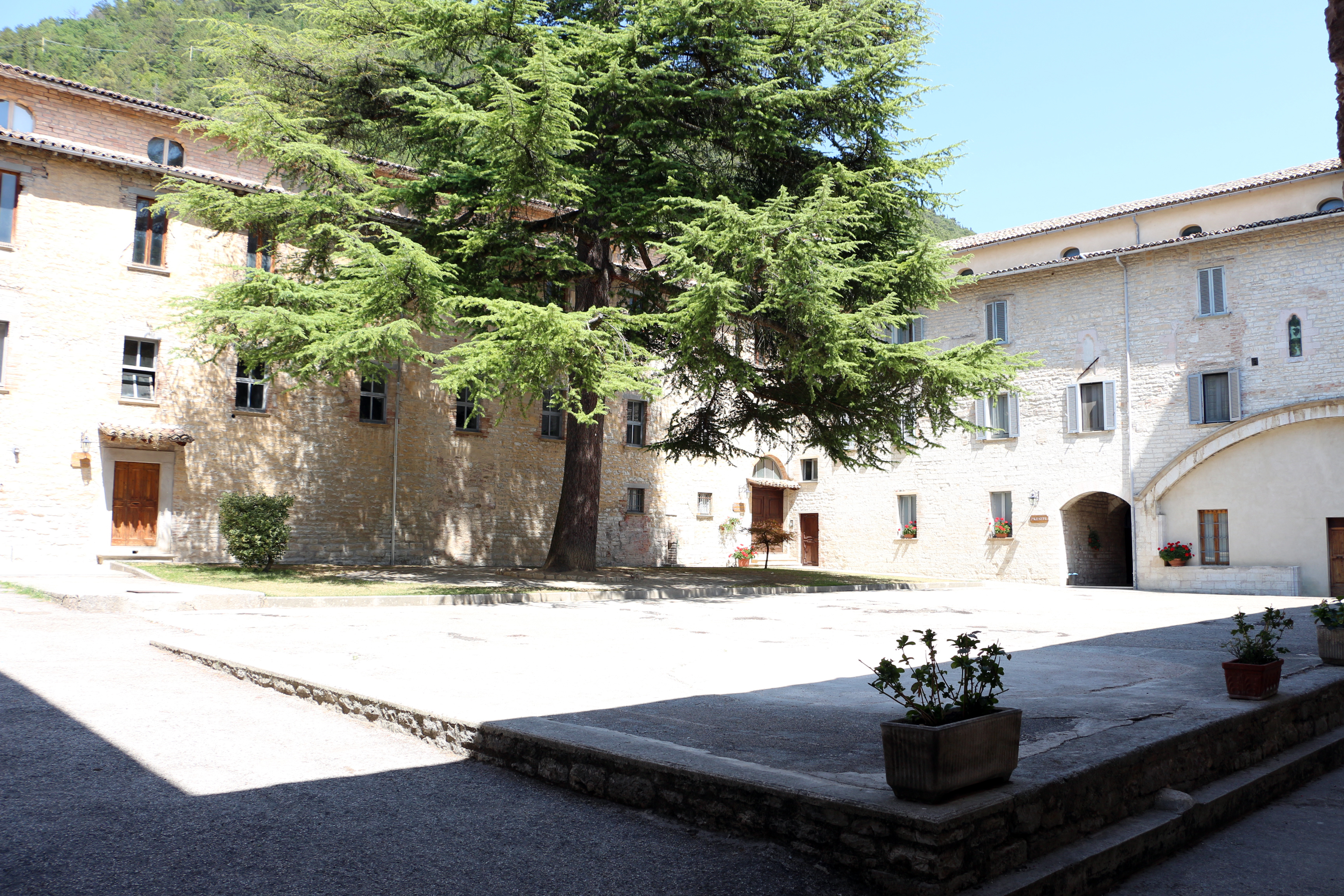
Chiostro

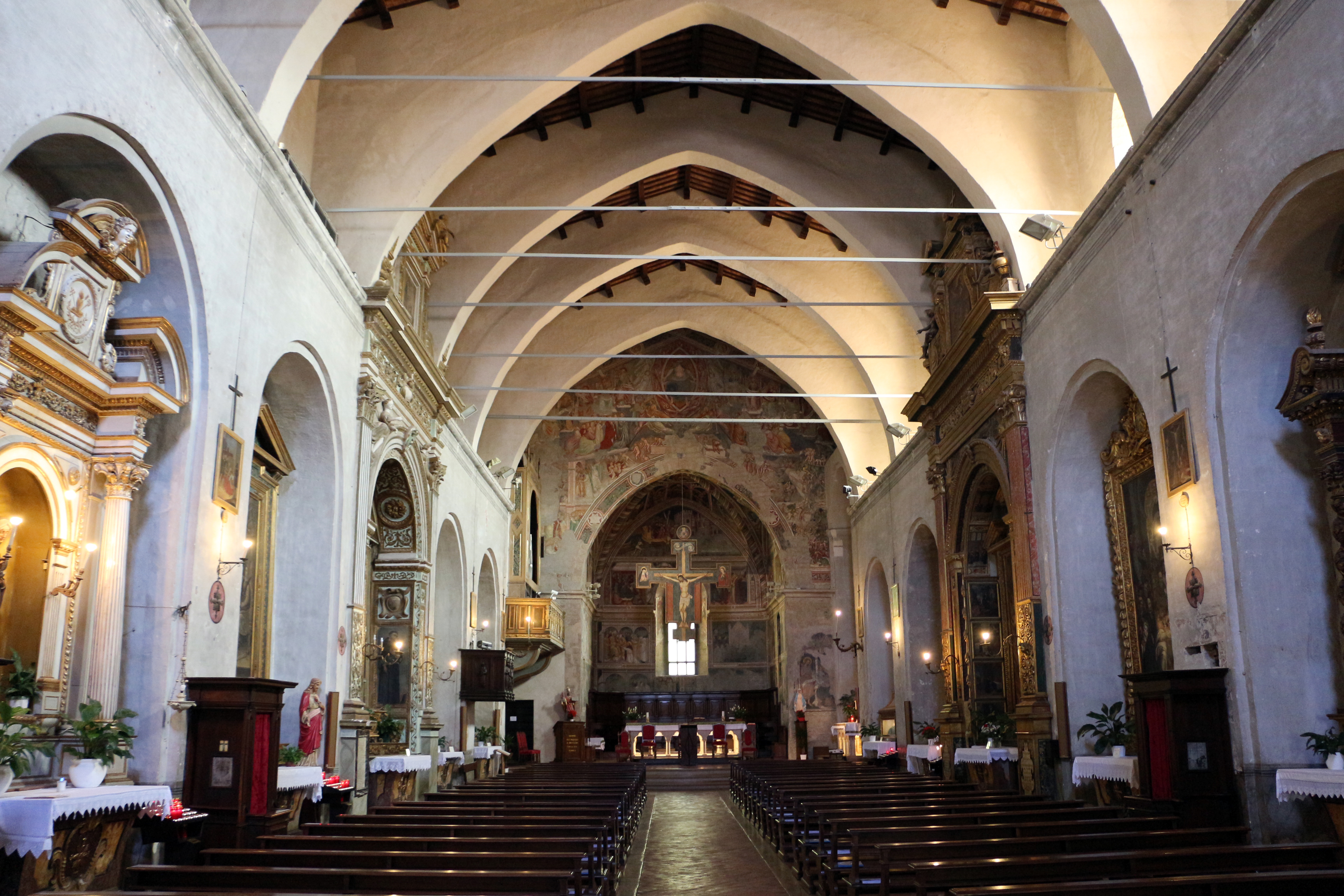
Interno

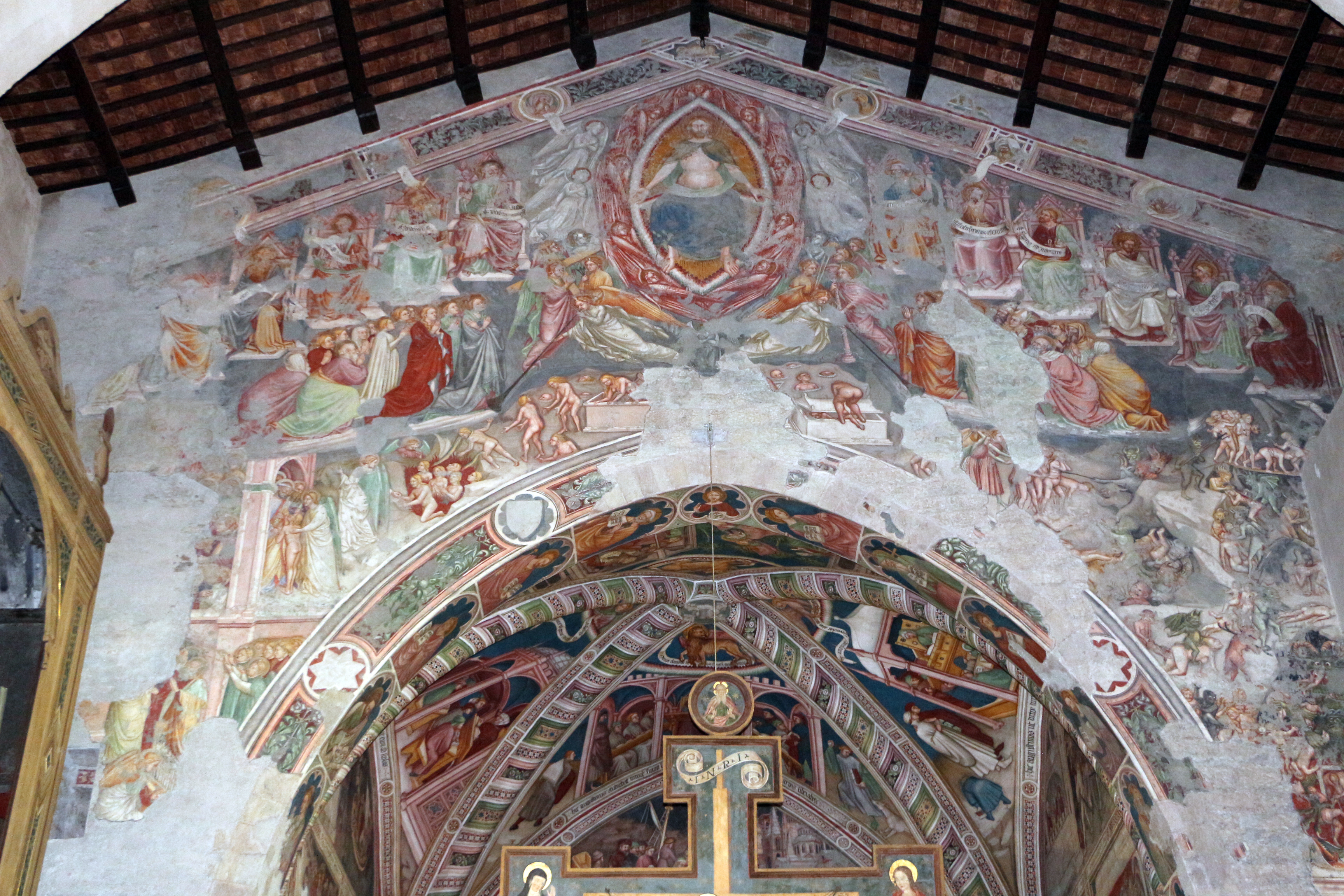
Il Giudizio universale affrescato da Ottaviano Nelli

La chiesa di Sant'Agostino è un edificio sacro di Gubbio, situato appena fuori da Porta Romana.

## Storia
Affiancata a un grande convento tuttora esistente, la chiesa fu avviata nel 1251 e terminata nel 1294.

## Descrizione
La facciata risale al XVIII secolo, mentre il fianco destro, coi piloni che sorreggono le arcate, è originario del Duecento. A sinistra un portale immette al chiostro, da cui si accede ai vari ambienti del convento e al presepio permanente. L'interno è a navata unica, coperta da travi rinforzate nella struttura da grandi archi di sostegno, rimaneggiati nel Cinquecento. Ha un coro quadrato e sette altari laterali su ciascun fianco. Anticamente tutte le pareti erano affrescate e tracce di essi affiorano qua e là.
La chiesa è ricca di opere d'arte, la maggior parte dei Nucci, pittori eugubini. Al primo altare destro è un Martirio di san Sebastiano attribuito a Virgilio Nucci o a Leonardo Cungi. Al secondo altare, dove si vedono anche tracce di affreschi quattrocenteschi della bottega di Ottaviano Nelli, è una Deposizione di Cristo nel sepolcro anch'essa di Virgilio Nucci .
Al terzo altare è la Madonna dell'Umiltà, santi e anime purganti di Ottaviano Nelli, successivamente modificata in Madonna della Grazia nel XVII secolo), al quarto il Battesimo di Sant'Agostino di Felice Damiani, firmato e datato 1594, ambientato in una grande architettura cinquecentesca, abitata da una folla stipata intorno alla scena centrale, in cui si nota la grande accurata capacità descrittiva del pittore.
Il quinto altare è invece ornato da una tela con l'Apoteosi di san Nicola da Tolentino di Giovan Battista Michelini . Segue una cappella con affreschi di Ottaviano Nelli e bottega raffiguranti San Cristoforo, un santo vescovo e san Sebastiano e al termine della navata un'altra opera di Virgilio Nucci, la Madonna con il Bambino in trono tra i santi Agostino e Francesco ("Madonna di Montefiore").
Davanti alla cappella maggiore pende un Crocifisso ligneo sagomato attribuito a Ventura Merlini (1480-1500 circa). Nell'arco trionfale e all'interno della cappella è l'importante ciclo di affreschi di Ottaviano Nelli, opera fondamentale dello stile tardo-gotico in Umbria. Sull'arco trionfale è il Giudizio universale e all'interno sono raffigurate le Storie di Sant'Agostino.
Nella navata sinistra, procedendo dalla cappella maggiore, si trova un'altra opera di Virgilio Nucci con un'Assunzione di Maria tra i santi Agostino, Monica, Francesco e Girolamo, l'Altare della Madonna del Soccorso, con una mostra di Simone di Adriano e Antonio di Pietro Marini da Fermo, del 1636-1638, che incornicia il dipinto del 1485 e i dipinti attribuiti a Pier Angelo Basili con Santi e Beati agostiniani. Segue la  Madonna col Bambino in trono tra i santi Giovanni Battista e Caterina d'Alessandria di Giovanni Maria Baldassini, del 1595, la Crocifissione e santi di Felice Damiani e bottega, firmata e datata 1609, e un'altra opera di Virgilio Nucci, il  Cristo e la samaritana al pozzo, del 1580.